# 造橋 (大字)
造橋，是臺灣苗栗縣造橋鄉的一個傳統地域名稱，位於該鄉中部。相較於今日行政區，其範圍大致包括造橋村、平興村。

## 歷史
台灣清治末期至日治初期，造橋地區為一街庄，稱為「造橋庄」，隸屬於苗栗一堡。該庄西北及北與淡文湖庄為鄰，東北一小段與公館仔庄為鄰，東與尖山下庄、濫坑庄、赤崎仔庄為鄰，南邊為老田藔庄、外獅潭庄，西邊為牛欄湖庄。
1901年（日治明治三十四年）11月，全台廢縣廳改設二十廳，該庄隸屬於苗栗廳。1909年（明治四十二年）10月，合併二十廳為十二廳，該庄改隸屬於新竹廳。1920年（大正九年），廢十二廳改設五州二廳，該庄改制並改名為「造橋」大字，隸屬於新竹州竹南郡造橋庄。
戰後造橋庄改制為造橋鄉，隸屬於新竹縣，大字亦改制為村。1950年桃、竹、苗分治，造橋鄉改隸屬於苗栗縣。

## 聚落
本地區發展較早的聚落有造橋、大塘尾、雙合窩、福盛、南坑尾、白埔林等，在日治期初期的官方地圖上已有記載。此外，本地區尚有北興、樹仔窩、楊海峴、蚊帳窩、田仔窩、老庄、塘肚、西坑、東坑、坪埔、打鐵窩、新庄、牛寮坑、鶴子作巢、鹹菜坑等聚落。

## 交通
台鐵山線大致以東北—西南走向經過造橋地區西北部，並設有造橋車站，屬招呼站，僅停靠區間車。高鐵路線大致以東北—西南走向經過本地區中部，境內未設站，北側最近的是新竹站，南側最近的是苗栗站。
國道1號又稱「中山高速公路」，是台灣西部兩條縱向高速公路之一，大致以東北－西南走向轉縱向蜿蜒穿越造橋地區，北側最近的匝道為縣道124甲線交會口的頭份交流道，南側最近的是省道台13線交會口的頭屋交流道，由此等進入向北可快速前往新竹、桃園、台北、基隆各地，向南可快速前往台中、嘉義、台南、高雄各地。
省道台13甲線是竹南至苗栗的幹道，也是省道台13線的舊路，大致以東北—西南走向蜿蜒經過本地區西北部，向東北轉北可前往竹南後於香山內湖並止於省道台1線路口，向西南可前往苗栗田寮並止於省道台6線路口。
鄉道苗12線是後龍至錦水的道路，大致以先以西南—東北走向至新庄聚落轉向南蜿蜒而行至離開南部邊界，再以西南—東北走向與鄉道苗14-1線共線沿東南部邊界行一段路後轉西南離開本地區。由該道路於本地區西南側端點處向西南轉西可前往牛欄湖、新港、後龍市區並止於縣道126號路口，於東南側端點處向西南轉東南可前往茄苳坑並止於省道台13線路口。
鄉道苗14線是九車籠至大河底的道路，大致以西北西—東南東走向轉橫向曲折穿越造橋市區後，轉東北再轉東南經過本地區北部。由該道路向西北西可前往淡文湖西南側並止於省道台1線路口，向東南經大坪、中間坑、李屋後轉南可前往大坪林，續向南再轉東北可前往大河底並止於省道台3線路口。
鄉道苗15線是造橋至平興村的道路，也是本地區北部的縱向內部連絡道路，其北側端點位於造橋市區鄉公所西北側平仁路口。由此向東南過台鐵平交道後轉西南可前往老庄並止於聚落北側的鄉道苗12線路口。

## 學校
- 造橋國中
- 造橋國小